# Mieczysław Wieczorek
Mieczysław Wieczorek (ur. 1933, zm. 1998) – polski historyk, prof. dr hab., pułkownik Wojska Polskiego.
Absolwent Wojskowej Akademii Politycznej (1963). Następnie był pracownikiem tej uczelni na stanowisku kierownika Katedry Historii Wojskowej. Profesor nauk humanistycznych od 1989 roku. Zajmował się dziejami wojskowości polskiej.

## Wybrane publikacje
- Wypisy do ćwiczeń z historii wojskowej, cz. 3: Okres od 1939 do 1945 r., z. 3: Ruch oporu w Polsce 1944 r., Warszawa: Wojskowa Akademia Polityczna im. F. Dzierżyńskiego 1971.
- (współautor: Edward Krawczyk), Wypisy do ćwiczeń z historii wojskowej, cz. 3: Okres od 1939 do 1945 r., z. 1: Wojna obronna Polski w 1939 roku, Warszawa: Wojskowa Akademia Polityczna im. F. Dzierżyńskiego. Katedra Historii Wojskowej 1972.
- Armia Ludowa: powstanie i organizacja 1944-1945, Warszawa: Wydaw. Min. Obrony Narodowej 1979.
- Czyn zbrojny Polskiej Partii Robotniczej w latach 1942-1945, Warszawa: Wydaw. Min. Obrony Narodowej 1982.
- Armia Ludowa: działalność bojowa 1944-1945, Warszawa: Wydaw. Min. Obrony Narodowej 1984.
- Bilans walki i zwycięstwa Polaków : 1939-1945, Warszawa: Wydaw. Min. Obrony Narodowej 1985.

## Nagrody
- Nagroda Trybuny Ludu  (1982)[2]